# Samuel Fleming Barr
Samuel Fleming Barr (* 15. Juni 1829 in Coleraine, Vereinigtes Königreich; † 29. Mai 1919 in San Diego, Kalifornien) war ein US-amerikanischer Politiker. Zwischen 1881 und 1885 vertrat er den Bundesstaat Pennsylvania im US-Repräsentantenhaus.

## Werdegang
1831 kam Samuel Barr mit seiner Familie aus Nordirland nach Harrisburg in Pennsylvania, wo er die öffentlichen Schulen besuchte. In den Jahren 1855 und 1856 war er als Frachtagent für die Eisenbahngesellschaft Pittsburgh, Fort Wayne & Chicago Railroad tätig. Zu Beginn des Bürgerkrieges arbeitete er für die unter Regierungskontrolle stehende Eisenbahn im Großraum der Bundeshauptstadt Washington, D.C. Später stieg Barr in das Zeitungsgeschäft ein. Zwischen 1873 und 1878 gab er den Harrisburg Telegraph heraus. Politisch war er Mitglied der Republikanischen Partei.
Bei den Kongresswahlen des Jahres 1880 wurde Barr im 14. Wahlbezirk von Pennsylvania in das US-Repräsentantenhaus in Washington gewählt, wo er am 4. März 1881 die Nachfolge von John Weinland Killinger antrat.  Nach einer Wiederwahl konnte er bis zum 3. März 1885 zwei Legislaturperioden im Kongress absolvieren. Im Jahr 1884 verzichtete er auf eine weitere Kandidatur.
Nach seiner Zeit im US-Repräsentantenhaus zog sich Samuel Barr in den Ruhestand zurück, den er abwechselnd in San Diego und in Seal Harbor im Staat Maine verbrachte. Er starb am 29. Mai 1919 in San Diego, wo er auch beigesetzt wurde.